# Динвалд
Динвалд (њем. Dünwald) општина је у њемачкој савезној држави Тирингија. Једно је од 47 општинских средишта округа Унструт-Хајних. Према процјени из 2010. у општини је живјело 2.395 становника. Посједује регионалну шифру (AGS) 16064014.

## Географски и демографски подаци
Динвалд се налази у савезној држави Тирингија у округу Унструт-Хајних. Општина се налази на надморској висини од 449 метара. Површина општине износи 28,8 km². У самом мјесту је, према процјени из 2010. године, живјело 2.395 становника. Просјечна густина становништва износи 83 становника/km².